# Opel Regent
La Regent era un'autovettura di lusso prodotta dalla Casa automobilistica tedesca Opel nel solo anno 1928.

## Profilo e storia
La Regent fu l'ultimo modello della Casa di Rüsselsheim a rappresentare il top della fascia di lusso. Fu prodotta unicamente nel corso del solo anno 1928 e fu la prima Opel a montare un motore ad 8 cilindri, che in questo caso erano disposti in linea. Tale motore, della cilindrata di 5972 cm³, era alimentato tramite carburatore doppio corpo e disponeva della classica distribuzione a valvole laterali, comandate da catena. Tale motore arrivava ad erogare una potenza massima di 110 CV a 3200 giri/min.
La trasmissione comprendeva una frizione a dischi multipli, un differenziale con dentatura a spirale ed un cambio a tre marce, ma con in più una quarta marcia molto lunga per andature veloci.
Le sospensioni erano a balestre semiellittiche e ad ammortizzatori oleopneumatici.
L'impianto frenante era a quattro tamburi con servofreno.
La Regent raggiungeva una velocità massima di 100 km/h in condizioni standard, che potevano diventare 130 con l'utilizzo della marcia veloce.
Il prezzo della vettura finita variava tra i 19.500 ed i 21.000 marchi, a seconda del tipo di carrozzeria, che poteva essere scelta tra torpedo a sette posti, roadster o una particolare limousine assai spaziosa, e quindi anche con funzione di familiare di lusso.
Per rendere un'idea del prezzo, la contemporanea 4/18 PS "Laubfrosch", la più piccola Opel in listino nel 1928, e paragonabile ad un'odierna vettura di fascia medio-bassa, aveva prezzi compresi tra i 2.300 ed i 3.200 marchi, quindi tra le sette e le quasi dieci volte in meno.